# Украинцы в Нидерландах
Украи́нцы в Нидерландах (укр. Українці у Нідерландах) — одна из этнических общин на территории Нидерландов, сформировавшаяся в течение нескольких исторических периодов.
По неофициальным данным в Нидерландах находится около 5000 украинцев. Местами проживания украинцев являются прежде всего крупные города Нидерландов (Амстердам, Роттердам, Гаага) и восточная часть страны, в частности провинция Оверэйсел, а также города-университетские центры Утрехт, Лейден, Гронинген.

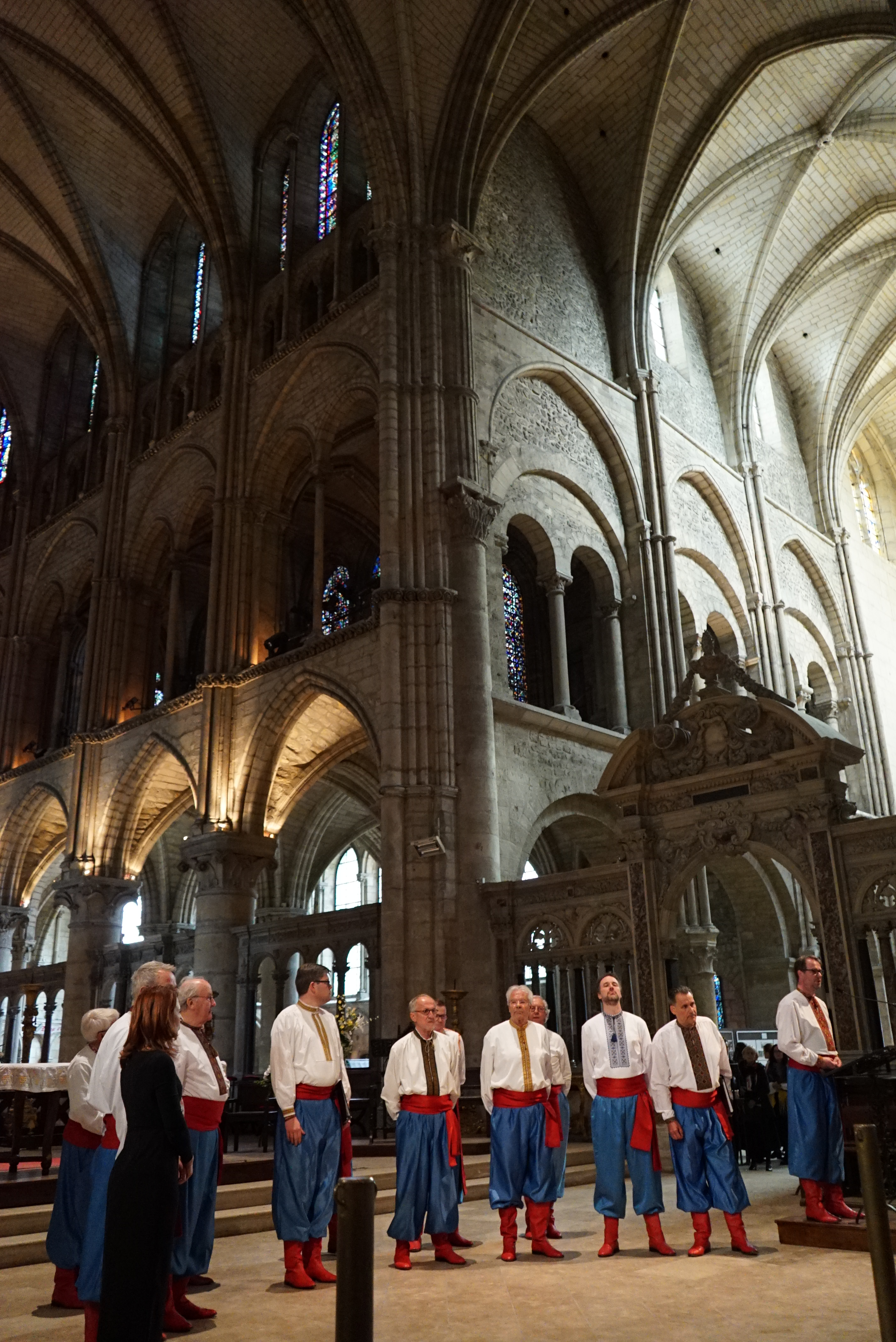
Украинский хор (Утрехт, Нидерланды) на культурном мероприятии в честь годовщины коронации Анны Киевской

## История украинской диаспоры
В силу исторических обстоятельств современную украинскую диаспору в Нидерландах условно разделяют на две категории: 
- послевоенную, которая сформировалась в 1940-х годах из числа вывезенных из Украины в Германию и перемещённых лиц. В настоящее время представители послевоенной диаспоры составляют незначительную часть (около 500 человек) от общего количества украинцев, постоянно проживающих в Нидерландах.
- новая диаспора, формирование которой приходится на начало 1990-х годов.

Вследствие значительных миграционных процессов 50-60 годов XX века в исторически мононациональном нидерландском обществе сегодня присутствует немало представителей других национальностей, которые происходят из стран Ближнего Востока, Африки и Восточной Европы. Однако, во многом благодаря толерантной национальной политике Нидерландов и высоком экономическом развитии страны, представителями этих групп населения никогда не предъявлялись претензии по поводу какого-либо национально-культурного обособления. Эта ситуация также касается и украинской диаспоры в Нидерландах, в ходе развития которой фактически никогда не возникало потребности обеспечения каких-то определенных прав, которые связываются со статусом национального меньшинства.
1950-60-е годы стали периодом активизации усилий, направленных на объединение и организацию украинской общины в Нидерландах, которые завершились созданием единой организации под названием Союз украинцев Нидерландов, которой руководит ныне профессор Емельян Кушпета. Целью этого объединения стало поддержание связей между украинцами, проведения совместных культурных мероприятий. Со временем деятельность этой организации постепенно угасла, что было связано со старением ее активных членов. На сегодня дела украинской общины ведутся лишь отдельными лицами, которые продолжают их преимущественно самостоятельно.
Основную массу новой диаспоры в Бельгии и Нидерландах составляют, как правило, молодые люди, которые в начале 90-х годов приехали в эту страну в связи с обучением или работой. В отличие от послевоенной, в новой диаспоре сохраняются гораздо более тесные связи с родными и знакомыми на Украине и в основном более объективное и полное понимание положения на Украине. Эта категория людей представляет собой слой экономически активных людей, которые (или члены их семей из числа бельгийцев, голландцев и люксембуржцев) занимают важные ниши в социально-экономической жизни страны. В перспективе это может дать им возможность сформировать диаспору, которая поможет более эффективно продвигать интересы Украины в политической, экономической, научной, культурной сферах.

## Обеспечение языковых, культурных, религиозных прав украинской диаспоры
В данный момент происходит процесс становления и самоидентификации общества в мультикультурной среде Нидерландов. В 2007 году было зарегистрировано объединение «Украинская община в Нидерландах / Oekraënse gemeenschap in Nederland». Председателем объединения избран И. Кириченко.
В стране уже более 10 лет издается ежеквартальный журнал на нидерландском языке «Журнал Украина / Oekraine Magazine», посвященный исключительно украинской тематике.
В июне 2011 года была открыта первая украинская школа в г. Гаага. В субботнем учебном заведении «Радуга» проводятся занятия по украинскому языку, украиноведения и культурно-художественные уроки. На основе актива украинской школы в сентябре 2011 г. был создан и официально зарегистрирован фонд «Ukraine Culturalis» во главе с директором школы Т.Площанским. Указанный фонд является второй официально зарегистрированной организацией украинской диаспоры в Нидерландах. Помимо обеспечения функционирования школы, фондом планируется проведение культурных мероприятий для украинской общины Нидерландов.

Религиозная жизнь диаспоры представлена в основном Украинской греко-католической церковью. Значительна и численность православных: от 60% до 70% прихожан православной церкви в городов Роттердам и Гаага составляют выходцы с Украины.